# نهاش ملتبس
نهاش ملتبس (الاسم العلمي: Lutjanus ambiguus) (بالإنجليزية: Ambiguous snapper)‏ هو نوع من الأسماك يتبع جنس النهاش من الفصيلة النهاشية.